# François-Auguste-Ferdinand Donnet

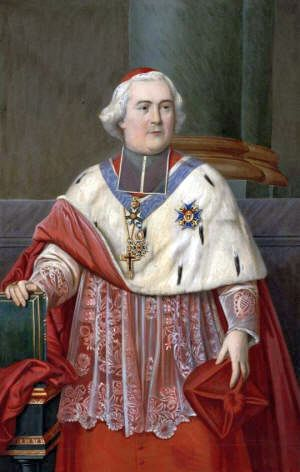
François-Auguste-Ferdinand Donnet als Kardinal (Gemälde, 19. Jahrhundert)

François-Auguste-Ferdinand Donnet (* 16. November 1795 in Bourg-Argental, Erzbistum Lyon; † 23. Dezember 1882 in Bordeaux) war ein französischer katholischer Priester. Er war Erzbischof von Bordeaux und Kardinal der Römischen Kirche.

## Leben

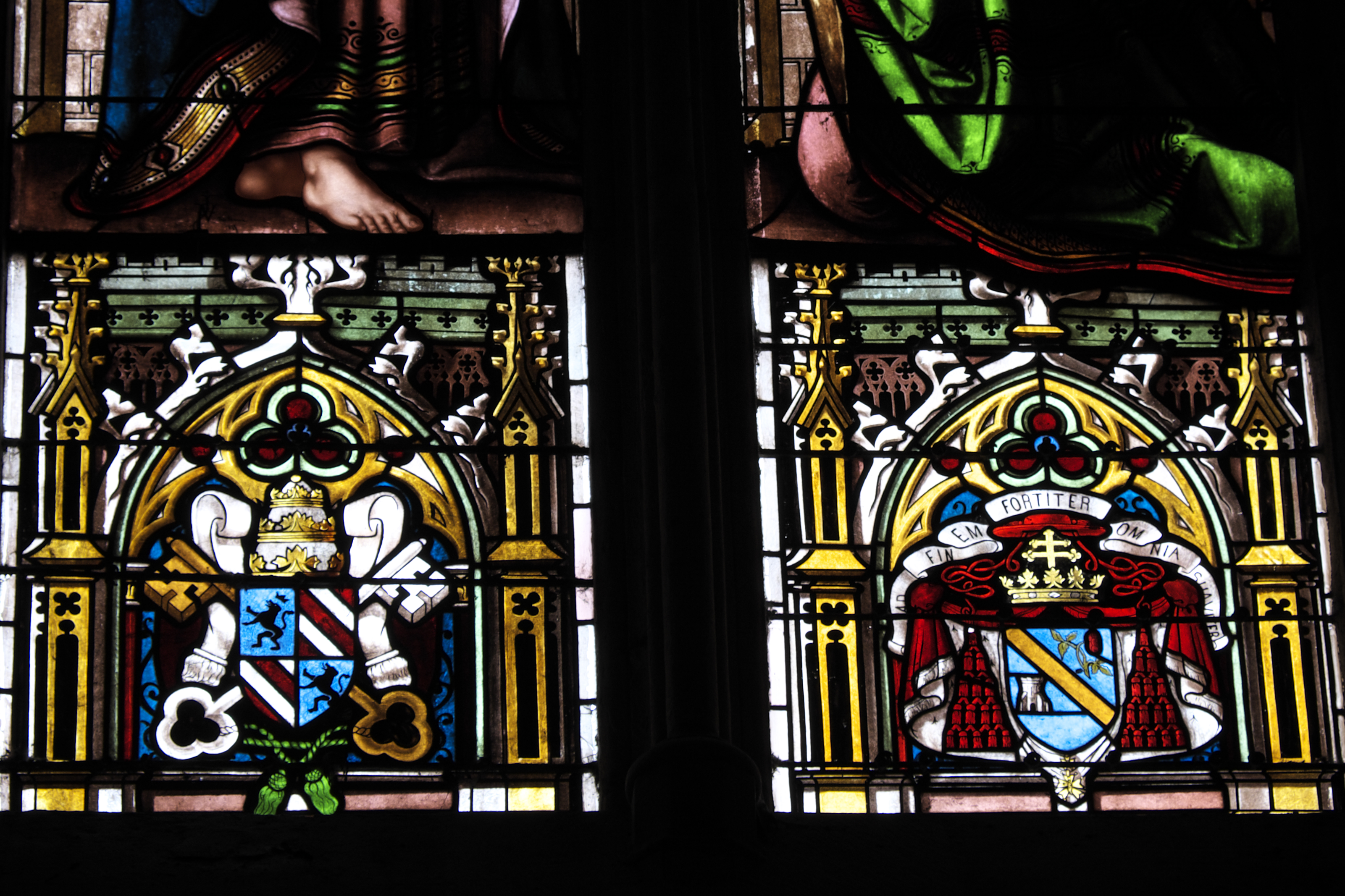
Donnets Kardinalwappen (re.) in der ehemaligen Kathedrale von Bazas mit seinem Wahlspruch: Finem fortiter omnia suaviter. Links daneben das Wappen von Papst Pius IX.

Donnet studierte von 1806 bis 1813 in Annonay, danach am St.-Irenäus-Seminar in Lyon. Am 7. März 1819 empfing er in Lyon die Priesterweihe. Er war zunächst in verschiedenen Städten als Priester tätig und wurde 1827 Generalvikar des Erzbistums Tours. Mit dem dortigen Erzbischof Augustin Louis de Montblanc war Donnet 1829 in Rom und wurde im Juli 1829 Generalvikar in Lyon.
Im April 1835 ernannte ihn Papst Gregor XVI. zum Koadjutor des seit 1830 staatlicherseits an der Amtsausübung gehinderten Bischofs von Nancy, Charles-Auguste-Marie-Joseph de Forbin-Janson. Dieser erteilte ihm auch am 31. Mai 1835, in Paris, selbst die Bischofsweihe; Mitkonsekratoren waren Romain-Frédéric Gallard, Bischof von Meaux, und Louis Blanquart de Bailleul, Bischof von Versailles. Die Nachfolge in Nancy trat Donnet jedoch nie an, da er 1836 Erzbischof von Bordeaux wurde und Forbin-Janson sich bis zu seinem Tod 1844 weigerte, formell zurückzutreten. In seiner langen Amtszeit entfaltete Donnet eine große Aktivität in der sozialen und religiösen Arbeit des Erzbistums. 1840 wurde er von Gregor XVI. zum Kommandanten des Ordens des Hl. Gregors des Großen ernannt.
Gregors Nachfolger Pius IX. nahm ihn im Konsistorium vom 15. März 1852 ins Kardinalskollegium auf. Kardinal Donnet nahm am Ersten Vatikanischen Konzil teil und bezog Positionen, die den Ultramontanisten nahestanden. Nach dem Tod des Papstes nahm er am Konklave 1878 teil. Er starb 1882 mit 87 Jahren in Bordeaux und wurde in der Kathedrale von Bordeaux beigesetzt.

## Apostolische Sukzession
Die Apostolische Sukzession von Donnet ist bis Kardinal Scipione Rebiba dokumentiert:
- Kardinal François-Auguste-Ferdinand Donnet
- Bischof Charles-Auguste-Marie-Joseph de Forbin-Janson
- Kardinal Gustav Maximilian von Croÿ
- Erzbischof Jean-Charles de Coucy
- Kardinal Antonio Dugnani
- Kardinal Carlo Rezzonico
- Kardinal Giovanni Francesco Albani
- Clemens XIII.
- Benedikt XIV.
- Benedikt XIII.
- Kardinal Paluzzo Paluzzi Altieri degli Albertoni
- Kardinal Ulderico Carpegna
- Kardinal Luigi Caetani
- Kardinal Ludovico Ludovisi
- Erzbischof Galeazzo Sanvitale
- Kardinal Girolamo Bernerio, O.P.
- Kardinal Giulio Antonio Santorio
- Kardinal Scipione Rebiba